# Diocesi di Trevi nel Lazio
La diocesi di Trevi nel Lazio (in latino Dioecesis Trebiana) è una sede soppressa della Chiesa cattolica. Con il nome di Treba (in latino Trebana) è dal 1966 una sede titolare della Chiesa cattolica.

## Territorio
La diocesi di Treba, posta nella Sabina laziale, estendeva la sua giurisdizione sui territori degli odierni comuni di Trevi nel Lazio, Collalto, Filettino, Vallepietra e Jenne. Oggi questo territorio è distribuito tra le diocesi di Rieti (Collalto), di Tivoli (Jenne) e di Anagni-Alatri (Trevi, Filettino, Vallepietra).
Sede vescovile era la città di Trevi nel Lazio, nota in epoca romana con il nome di Treba e poi Treba Augusta. Qui si trovava la cattedrale, dedicata a San Teodoro; l'edificio cadde in rovina e nel corso del Seicento venne smantellato e il materiale riutilizzato per ampliare la chiesa di Santa Maria Assunta.

## Storia
Poco si conosce dell'antica diocesi di Treba Augusta e delle sue origini. Un problema storiografico tuttora irrisolto è la definizione della serie episcopale e dunque la prima attestazione storica della diocesi di Treba. Questo è dovuto all'omonimia tra questa sede e quella di Trevi in Umbria e perché nelle fonti non vi è nulla che possa permettere di distinguere i vescovi delle due diocesi.
Storici ed eruditi hanno opinioni e punti di vista completamente diversi se non opposti, attribuendo tutti i vescovi noti o alla sede umbra o a quella laziale oppure distribuendo i vescovi in modo arbitrario tra le due diocesi. Cappelletti attribuisce un solo vescovo alla diocesi laziale, Liotulfo, documentato dal 1015 al 1027. Nella sua Italia sacra, Ughelli ignora la diocesi laziale e attribuisce tutti i vescovi alla diocesi di Trevi in Umbria; la convinzione di Ughelli è fatta propria da molti eruditi quali lo stesso Cappelletti, Moroni e Gams. Di parere diametralmente opposto Mommsen, Lanzoni e Kehr, secondo i quali i vescovi che Ughelli assegna alla diocesi umbra appartengono invece a quella laziale. Duchesne invece è del parere che solo i primi due vescovi della serie, ossia Costantino (487) e Lorenzo (499), appartengano a Trevi in Umbria e gli altri a Trevi nel Lazio, ipotesi riproposta recentemente da Nessi.
La serie episcopale di Trevi è costituita da una decina di nomi di vescovi, noti per la loro partecipazione ai concili celebrati dai papi a Roma, dal 487 al 1059; l'ultimo vescovo noto è Giovanni, che prese parte al concilio romano indetto da papa Niccolò II.
Non ci sono dubbi sul fatto che la diocesi di Trevi nel Lazio esistesse nell'XI secolo. Data la povertà della mensa vescovile, Niccolò II pose la diocesi sotto l'amministrazione del vescovo di Anagni, decisione confermata dai papi successivi. Il 23 agosto 1088 con la bolla Potestatem auctore Deo, papa Urbano II soppresse la diocesi e incorporò il territorio in quello di Anagni. Questa decisione trovò tuttavia delle forti opposizioni e i papi dovettero intervenire in più di un'occasione per confermare la bolla del 1088, fino al provvedimento definitivo di papa Gregorio IX del 15 agosto 1227.

## Sedi titolari
La Santa Sede ha istituito due sedi titolari in riferimento alla diocesi di Trevi nel Lazio: la sede Trebiana in Latio e la sede Trebana.
Il primo titolo è stato assegnato in una sola occasione a favore di Giovanni Pirastru, già vescovo di Iglesias.
Il secondo titolo è stato istituito nel 1966; dal 3 febbraio 2023 il vescovo titolare è Levente Balázs Martos, vescovo ausiliare di Esztergom-Budapest.

## Cronotassi

### Vescovi residenziali
La seguente cronotassi è quella tradizionalmente attribuita alla diocesi di Trevi in Umbria, con le correzioni e le aggiunte di Schwartz e delle edizioni critiche degli atti dei sinodi romani ai quali presero parte i vescovi di Trevi; probabilmente molti di questi vescovi appartengono invece alla diocesi laziale.
- Costantino † (menzionato nel 487)
- Lorenzo † (menzionato nel 499)
- Propinquo † (prima del 501 - dopo il 502)
- Griso † (menzionato nel 743)[5]
- Valerano † (menzionato nel 769)
- Paolo † (menzionato nell'826)
- Crescenzio † (menzionato nell'853)
- Domenico ? † (menzionato nell'861)[6]
- Anonimo (Benedetto?) † (menzionato nel 963)[7]
- Benedetto † (menzionato nel 964)[8]
- Liotulfo (o Lintolfo) † (prima del 1015 - dopo il 1027)[9]
- Giovanni † (menzionato nel 1059)[9]
  - Sede amministrata dai vescovi di Anagni (1059-1088)

### Vescovi titolari

#### SedeTrebiana in Latio
- Giovanni Pirastru † (7 settembre 1970 - 31 marzo 1978 deceduto)

#### SedeTrebana
- Luigi Accogli † (16 ottobre 1967 - 21 giugno 2004 deceduto)
- Józef Guzdek (14 agosto 2004 - 4 dicembre 2010 nominato ordinario militare in Polonia)
- Thomas Dowd (11 luglio 2011 - 22 ottobre 2020 nominato vescovo di Sault Sainte Marie)
- Fortunato Frezza (7 giugno 2022 - 27 agosto 2022 nominato cardinale diacono di Santa Maria in Via Lata)
- Levente Balázs Martos, dal 3 febbraio 2023